# Raad van Politie (Suriname)

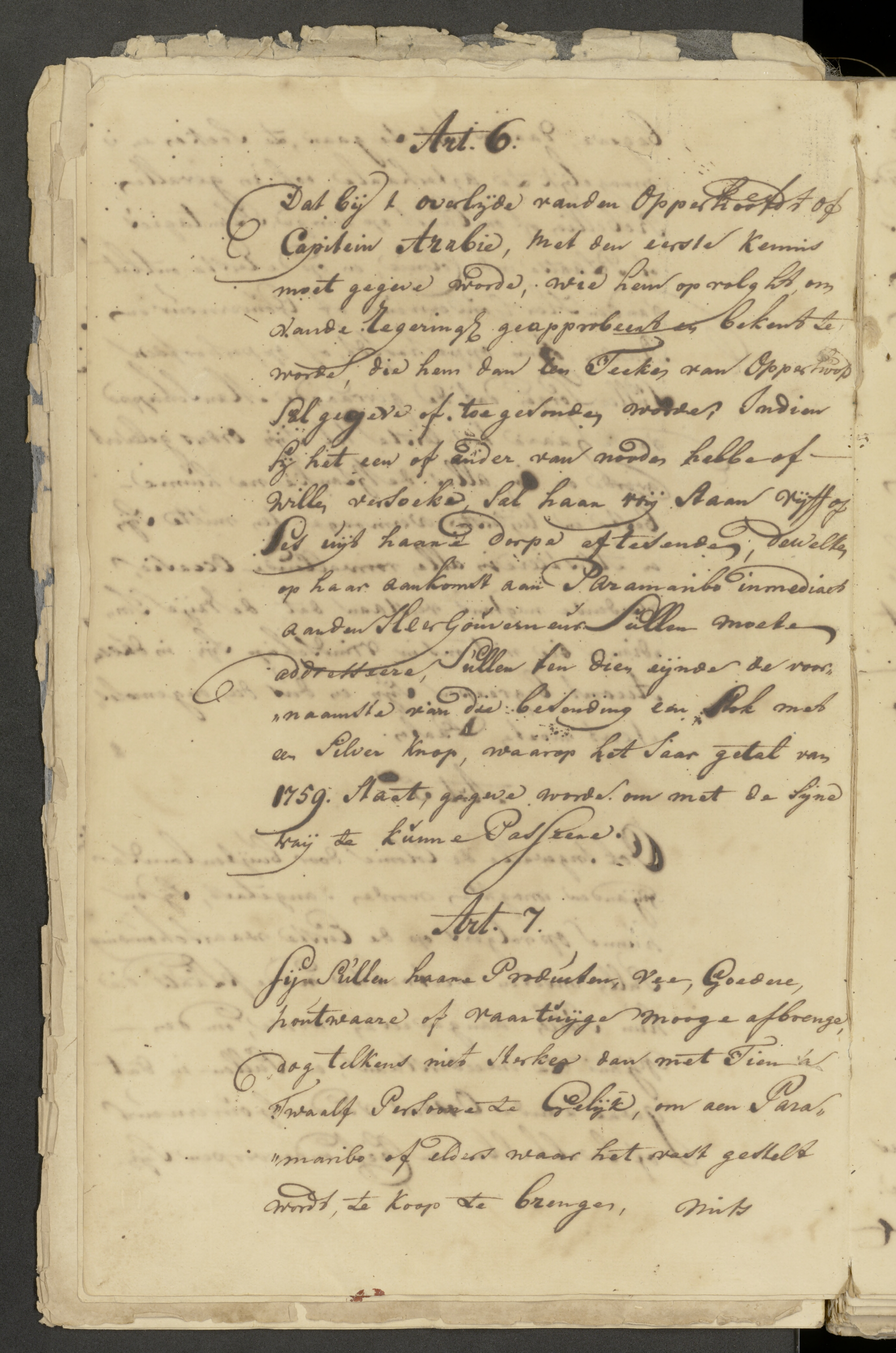
Vredesverdrag met de Ndyuka marrons, opgesteld door de Raad van Politie in 1760.

De Raad van Politie (ook wel: Politieke Raad) was een overheidsinstelling van de kolonie Suriname die van 1669 tot 1828 bestond en functioneerde als het hoogste gerechtshof in Paramaribo. Naast deze Raad bestond een afzonderlijke Raad van Justitie. De eerste leden van de Raad waren benoemd door de gouverneur van Suriname, Philip Julius Lichtenberg. De tien leden van de Raad van Politie werden door hem gekozen uit tweetallen die door de ingezetenen van de kolonie waren opgesteld. Na de dood van gouverneur Johannes Heinsius in april 1680 combineerden de Raden van Politie en Raden van Justitie zich tot één college opdat 'de regering zoo in Politie als Justitie dezer provincie' zou hebben.
De slaven die in Suriname waren aangekomen via de trans-Atlantische slavenhandel werden eigendom van de plantagehouder. Die hoefde zijn gedrag en behandeling van de slaven alleen tegenover de Raad van Politie te verantwoorden. In deze Raad hadden veel plantage-eigenaren zitting.
De gouverneur van Suriname had het opperste gezag in alle zaken van politieke en militaire aard; hij was echter verplicht de Raad van Politie bijeen te roepen om het door hem genomen besluit tot uitvoering te brengen. Het 'Hof van Politie en Criminele Justitie', dat bestond uit de gouverneur, de bevelhebber over de fortificatiën en het krijgsvolk en Politieke Raden samen, hield zich bezig met alles wat betrekking heeft op het 'criminele, politieke, financiële en de algemene burgerregering van het hele land'. Het Hof placht viermaal per jaar zijn gewone vergadering te houden in de benedenverdieping van het raadhuis (tevens Hervormde Kerk) op het Kerkplein te Paramaribo waar ook de secretarie en de archievenkamer van het Hof waren.